# Péon
Na mitologia grega, Péon (do grego antigo: Παιάν, Παιήων ou Παιών) é o médico dos deuses gregos.

## Homero e Hesíodo
Na Ilíada , ele cura Ares e Hades, feridos, com ervas medicinais. Na Odisseia, Homero afirma sobre o Egito:

... Lá a terra, doadora de grãos, tem o maior estoque de medicamentos, muitos dos quais são a cura quando misturados, e muitos que são perniciosos; lá cada homem é um médico, mais sábio que toda a espécie humana; pois eles pertencem à raça de Péon.
Hesíodo identifica Péon como divindade individual:
A menos que Febo Apolo o salve da morte, ou o próprio Péon, que conhece os remédios para todas as coisas.
Com o tempo, Péon tornou-se um epíteto de Apolo, em sua capacidade de trazer a doença e, portanto, propiciado como um deus da cura. Mais tarde, Péon tornou-se um epíteto de Esculápio, o deus-curador.
Ajudou Hefesto a se livrar de uma doença que estava contagiando todos os deuses e que nem Apolo sabia o que era. Com isto, recebeu a benção de Hefesto e se tornou um deus menor da forja.[carece de fontes?] Zeus, por ajudar os deuses, tornou-o imortal e livre de qualquer tipo de morte.[carece de fontes?]